# Семеновский, Дмитрий Михайлович
Дмитрий Михайлович Семеновский (1799—1869) — русский юрист-правовед, профессор естественного и народного права в ярославском Демидовском училище.

## Биография
Родился 12 (23) октября 1799 года в семье священнослужителя.
Учился в Киевской духовной академии, не окончив которую перешёл на философско-юридический факультет Главного педагогического института, преобразованного в 1819 году в университет. После окончания в 1823 году юридического факультета университета был определён учителем латинского языка в Санкт-Петербургскую гимназию[уточнить].
В 1826 году был утверждён профессором естественного и народного права в ярославском Демидовском училище высших наук. С сентября 1829 по декабрь 1831 года был также инспектором училища.
С теократических позиций он критиковал договорную теорию в праве. Считал, что «не природа, не договоры и не война или насилие суть причины вступления людей в общество, но что соединила людей в общество, ввела и оградила их верховною властию рука Всевышнего». Его труды: «Рассуждение о начале происхождения гражданских обществ» (М., 1827) «Сокращение римских древностей Адамса», «Некоторые замечания для сравнения история языков» (Ярославль, 1834); «О примечательных мужах, оказавших услуги славянской словесности» (Яросл., 1836), «Речь о характере уголовного законодательства известнейших древних народов и отечественного русского» (М., 1845), «Речь о ходе и действии законодательства на благосостояние общественное» (М., 1838) и др. Ср. Головщиков, «П. Г. Демидов и история основанного им в Ярославле училища» (Ярославль, 1887).
Умер 2 (14) декабря 1869 года в Ярославле. Похоронен на Леонтьевском кладбище.